# Comapa

Comapa é uma cidade da Guatemala do departamento de Jutiapa.